# クロニセツノヒラムシ
クロニセツノヒラムシ（Pseudobiceros flavomarginatus）は、クロスジニセツノヒラムシ属の一種。

## 解説
楕円形で、黒く、真ん中に白い筋が通り、縁はオレンジ色や黄色などで縁どられている。
オーストラリアのヘロン島から似た種が報告されている。